# 皮亚勒玛乡
皮亚勒玛乡，是中华人民共和国新疆维吾尔自治区和田地區皮山县下辖的一个乡镇级行政单位。

## 行政区划
皮亚勒玛乡下辖以下地区：
加依塔什村、兰干库勒村、库木博依村、乌堂村和塔吾孜吾斯塘村。